# Wroughtonia himachali
Wroughtonia himachali är en stekelart som beskrevs av Gupta och Sharma 1976. Wroughtonia himachali ingår i släktet Wroughtonia och familjen bracksteklar. Inga underarter finns listade i Catalogue of Life.